# Aérospatiale Djinn
L'Aérospatiale Djinn è un elicottero leggero biposto di produzione francese, concepito dalla SNACSO o Sud-Ouest, diventata successivamente Sud Aviation ed infine confluita con la Nord Aviation in Aérospatiale.

I rotori utilizzano degli ugelli posti alla fine di ogni pala.

## Storia

### Sviluppo
Nel 1950, l'azienda francese sperimentò l'utilizzo di ugelli collocati sulle pale del rotore con l'elicottero sperimentale SO-1110 Ariel II come dimostratore di tecnologia e per verificare la validità delle tecnologie degli ugelli; questo elicottero aveva una struttura semplice e scoperta con un solo posto per il pilota. Verificata la validità del progetto, l'esperienza acquisita verrà riutilizzata nel successivo SO-1120 Ariel III portato in volo per la prima volta il 18 aprile 1951.
Le buone caratteristiche di volo convinse la SNCASO a sviluppare un elicottero leggero destinato alla produzione in serie, che assunse la designazione SO-1221 Djinn. Il nuovo modello non utilizzava lo stesso sistema di ugelli, ma impiegava ugelli ad aria compressa che azionavano le pale dalle loro estremità. Sistema di propulsione a parte, il Djinn è stato un elicottero convenzionale con due posti a sedere allineati e impiegando una turbina a gas Turbomeca Palouste.

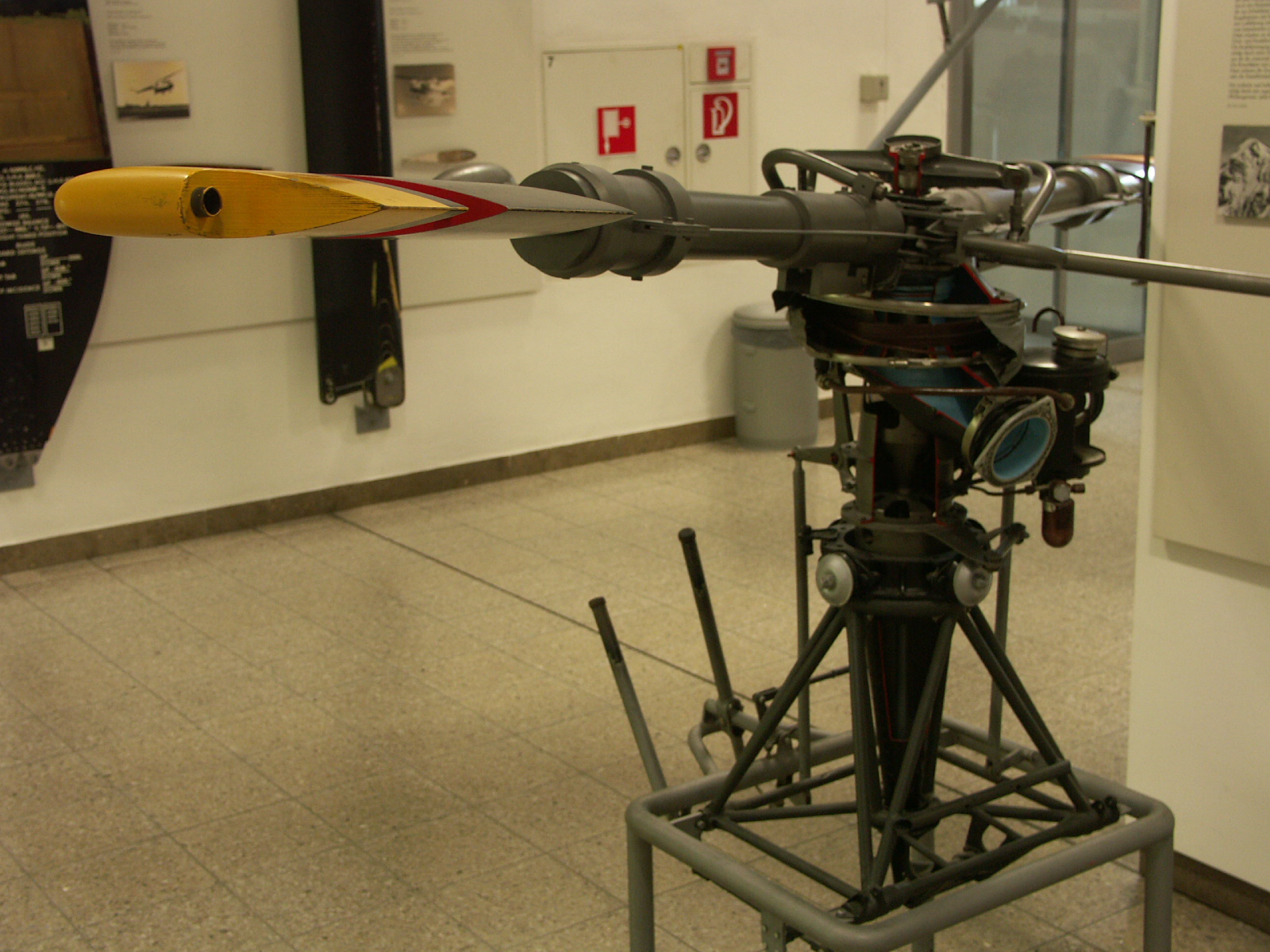
Particolare del rotore del Djinn.

L'aeromobile aveva una coda scoperta con doppie pinne, il timone, ma non era provvisto di rotore anti-coppia, a causa del particolare sistema di funzionamento del rotore principale, azionato dagli ugelli e non direttamente dal motore.
Il primo di cinque prototipi dotati di cabina di pilotaggio biposto volò per la prima volta il 16 dicembre 1953. Entro pochi giorni venne raggiunta la quota di 4789 m (15.712 ft), record di questa tipologia di elicottero.
L'Armée de terre richieste la costruzione di un lotto di pre-produzione di 22 macchine per valutazioni che iniziarono le attività di volo con il primo esemplare il 23 settembre 1954, mentre lo US Army acquisì tre esemplari di pre-produzione denominati YHO-1.
Soddisfatti del mezzo, l'Esercito francese ordinò 100 elicotteri per funzioni di collegamento, osservazione, addestramento e per missioni di evacuazione con un solo pilota e due barelle esterne, mentre l'Heer, l'Esercito tedesco, acquistò 6 macchine.
Il Djinn venne prodotto fino a metà degli anni sessanta in un totale di 178 esemplari, alcuni dei quali rivenduti all'industria agricola con funzioni di elicottero agricolo con l'applicazione di cisterne ed irroratori esterni per prodotti chimici.

## Utilizzatori

### Militari
Francia
- Aviation légère de l'armée de terre

operò con 100 esemplari dal 1954.
 Germania
- Heeresfliegertruppe

operò con 6 esemplari nel periodo 1959-1960.
 Stati Uniti
- United States Army

### Governativi
Argentina
- Policia de la provincia de Buenos Aires

Operò con due esemplari nel periodo 1958-1975.